# Schloss Ismaning

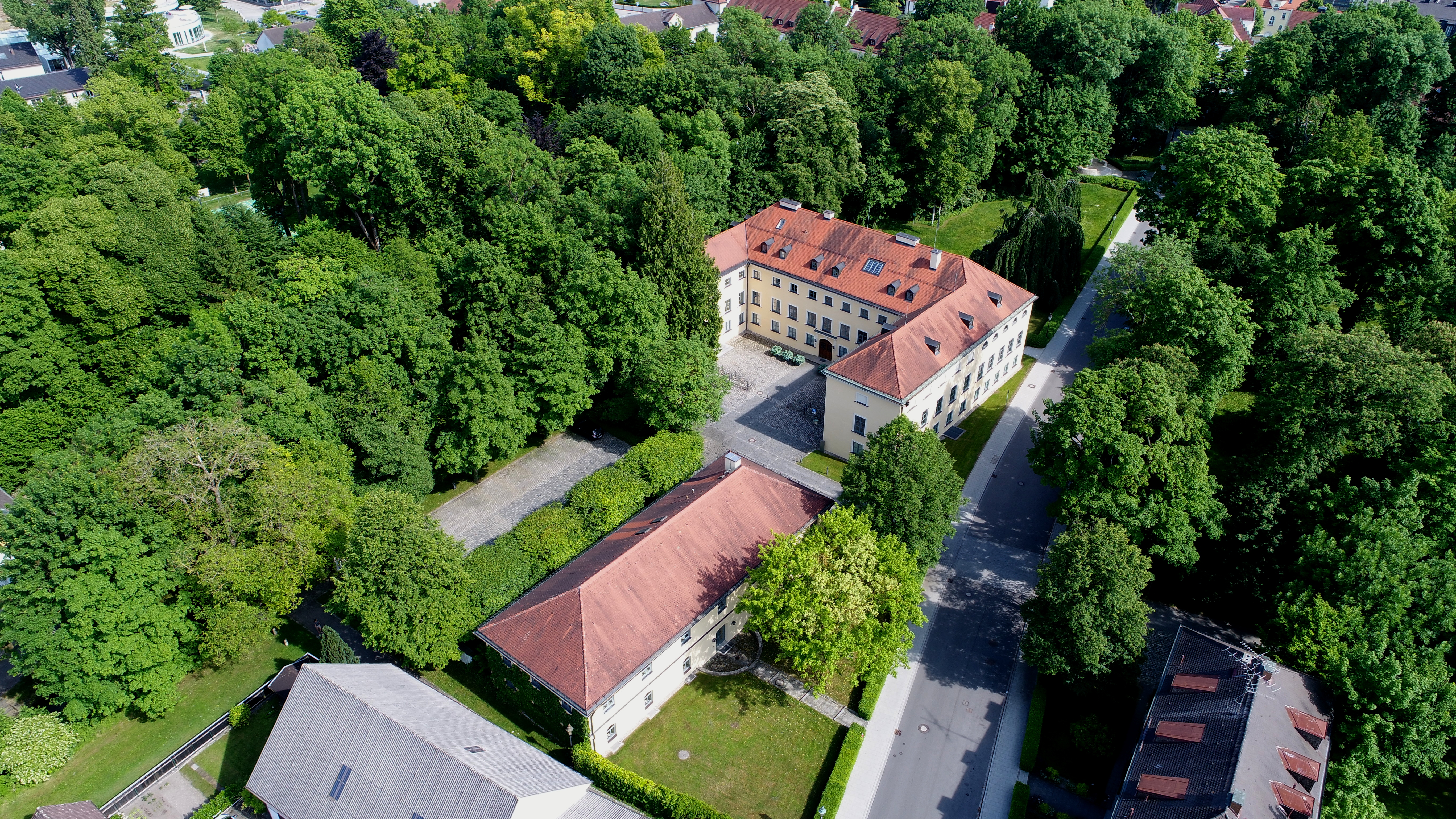
Schloss Ismaning aus der Vogelperspektive (2017)

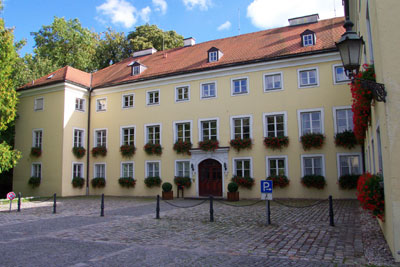
Ismaninger Schloss – Schlosshof

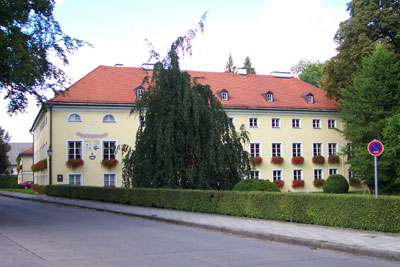
Ismaninger Schloss – Ansicht von außen

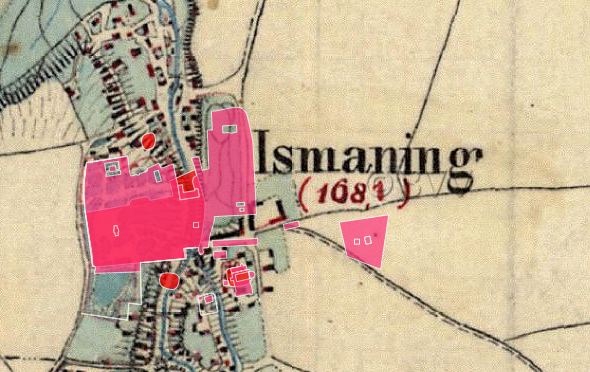
Lageplan von Schloss Ismaning auf dem Urkataster von Bayern

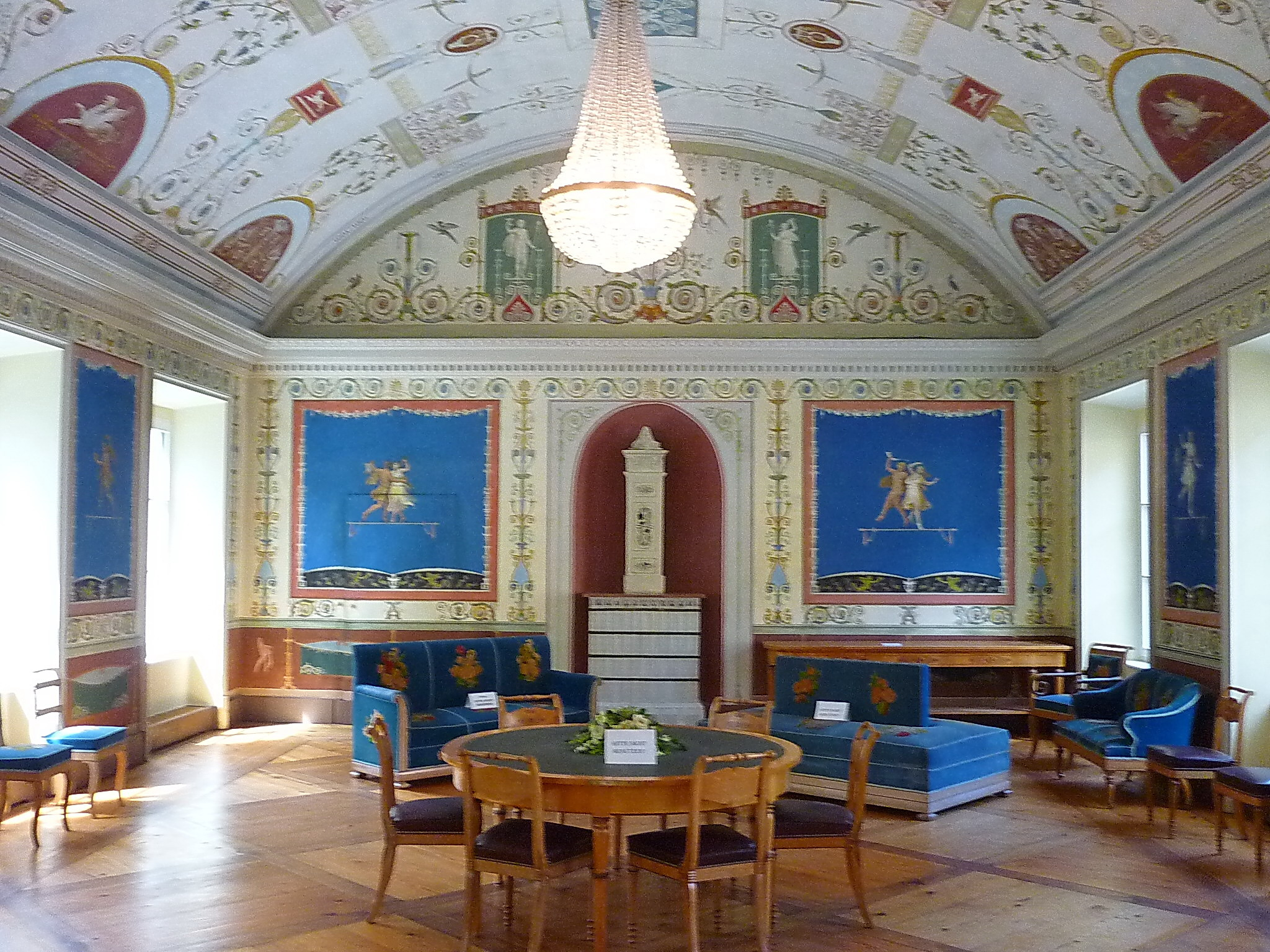
Ismaninger Schloss – Blauer Saal

Das denkmalgeschützte Schloss Ismaning ist ein barockes Schloss innerhalb der Ortschaft Ismaning. Die ehemalige fürstbischöfliche Sommerresidenz erfüllt heute die Funktion des Rathauses der Gemeinde.

## Geschichte
Die Grafschaft Ismaning, auch Grafschaft auf dem Yserrain genannt, war ein Teilgebiet des Hochstifts Freising, des weltlichen Herrschaftsbereichs des Fürstbischofs von Freising. 1530 übernahm Bischof Philipp von Freising von den Haushaimern, einem Freisinger Domherrengeschlecht, deren Ismaninger Landsitz und erbaute ein Renaissanceschloss mit vier Türmen. In den Jahren 1716–1724 erfolgte eine barocke Umgestaltung des Ismaninger Schlosses durch Fürstbischof Johann Franz Eckher unter entscheidender Mitwirkung von Johann Baptist Zimmermann und dem Baumeister Dominik Gläsl. Die Säkularisation ab 1802 beendete die fast 500-jährige Ära der Freisinger Fürstbischöfe. Das Hochstift Freising wurde aufgelöst, Ismaning kam damit zum Kurfürstentum Bayern. Das Schloss und seine Einrichtung wurden teilweise zerstört.
1816 übernahmen der Stiefsohn Napoleons, Eugène de Beauharnais, Herzog von Leuchtenberg, und seine Gattin Auguste Amalia, Tochter des bayerischen Königs Maximilian I., das Ismaninger Schloss und ließen es durch Leo von Klenze klassizistisch gestalten. Auguste Amalia starb 1851 und das Schloss wechselte in den folgenden Jahrzehnten mehrmals den Besitzer. Der letzte private Eigentümer Johann Michael III. Ritter und Edler von Poschinger, Erbauer der Ismaninger Torfbahn, schenkte das Schloss sowie die Güter Zengermoos und Karlshof 1899 der Stadt München als Wohlfahrtsstiftung.
Seit 1919 ist das Schloss Eigentum der Gemeinde Ismaning, seit 1934 befindet sich hier, zunächst in wenigen Räumen, heute im gesamten Gebäude, das Rathaus der Gemeinde. Zwei sehenswerte Säle aus der Zeit von Auguste Amalia sind noch erhalten.

## Baubeschreibung
Das denkmalgeschützte Schloss ist mit folgender Beschreibung in der Denkmalliste eingetragen (BLfD-Aktennummer D-1-84-130-18):

„Ehemaliges Schloss und Fürstbischöfliche Sommerresidenz Ismaning
Im Kern Anlage des 16. Jahrhunderts:
Ehemalige Residenz, jetzt Rathaus, zweigeschossige Dreiflügelanlage mit Mezzanin und Walmdach, auf älterer Grundlage durch Dominik Glasl und Johann Baptist Zimmermann neu errichtet, 1716/18, Umbau im Empirestil für Eugen Beauharnais, Herzog von Leuchtenberg, durch Leo von Klenze, 1816/17; mit Ausstattung
Ehemaliger Schlosspark, bereits im 16. Jahrhundert angelegt und durch Friedrich Ludwig von Sckell im englischen Gartenstil umgestaltet, 1807
Schlossgartenmauer mit Parkeinfahrt, 18. Jahrhundert
Ehemaliges Tee- und Billardhaus, barocker Gartenpavillon mit flankierenden Anräumen, um 1727“

„Untertägige frühneuzeitliche Befunde im Bereich von Schloss Ismaning und seiner Vorgängerbauten mit barocken Gartenanlagen“ werden zudem als Bodendenkmal unter der Aktennummer D-1-7736-0156 geführt.